# Ричмонд Тауншип (округ Беркс, Пенсільванія)
Ричмонд Тауншип (англ. Richmond Township) — селище (англ. township) в США, в окрузі Беркс штату Пенсільванія. Населення — 3603 особи (2020).

## Демографія
Згідно з переписом 2010 року, у селищі мешкало 3397 осіб у 1367 домогосподарствах у складі 936 родин. Було 1458 помешкань
Расовий склад населення:
| - 97,7 % — білих - 0,6 % — чорних або афроамериканців - 0,4 % — азіатів - 0,1 % — корінних американців |

До двох чи більше рас належало 0,8 %. Частка іспаномовних становила 1,8 % від усіх жителів.
За віковим діапазоном населення розподілялося таким чином: 21,0 % — особи молодші 18 років, 61,6 % — особи у віці 18—64 років, 17,4 % — особи у віці 65 років та старші. Медіана віку мешканця становила 44,4 року. На 100 осіб жіночої статі у селищі припадало 103,3 чоловіків;  на 100 жінок у віці від 18 років та старших — 103,5 чоловіків також старших 18 років.
Середній дохід на одне домашнє господарство  становив 60 852 долари США (медіана — 49 046), а середній дохід на одну сім'ю — 72 463 долари (медіана — 61 094). Медіана доходів становила 46 970 доларів для чоловіків та 31 949 доларів для жінок. За межею бідності перебувало 14,1 % осіб, у тому числі 26,9 % дітей у віці до 18 років та 8,6 % осіб у віці 65 років та старших.
Цивільне працевлаштоване населення становило 1704 особи. Основні галузі зайнятості: виробництво — 22,5 %, освіта, охорона здоров'я та соціальна допомога — 19,7 %, роздрібна торгівля — 12,1 %, мистецтво, розваги та відпочинок — 10,0 %.